# Ламинария узкая
Ламинария Ангустата (лат. Laminaria angustata) — вид бурых водорослей из рода ламинарий, распространённый в Тихом океане от Охотского моря до Японского.
Слоевище Ламинарии Ангустаты узкое — это является отличительной чертой от всех водорослей.Стоит так же отметить продолжительность жизни, которая составляет 3-4 года, тогда как другие виды Ламинарии, живут не более 2-х лет.

## Применение в фармакологии
В основном Ламинария Ангустата используется в профилактически-диетических пищевых продуктах и выступает как главный компонент, обладающий ярко выраженными лечебными свойствами, из которого путем гидролиза вырабатываются полисахариды, галогены, макро- и микроэлементы.
К примеру Альгинат натрия берет активное участие в связывании и выведении радионуклидов, солей тяжелых металлов из организма. Соли альгиновой кислоты защищают организм от вредного воздействия облучений. По эти причинам этот вид Ламинарии является очень хорошей профилактикой лейкемии и раковых заболеваний.
Так же как и другие водоросли Ламинария Ангустата содержит большое количество йода в 100 г. содержится 300 мкг. Необходимое количество йода для суточной нормы человека, составляет ~150 мкг. — ~50 г. Благодаря большому содержанию йода водоросль Ангустата является хорошим средством профилактики болезней щитовидной железы, в том числе и эндемического зоба.
Ламинария Ангустата — уникальное по своим физическим свойствам растение. В процессе пищеварения оно набирается влаги и увеличивается в объеме, раздражая слизистые оболочки. Благодаря этому перистальтика кишечника нормализуется, такое явление как констипация — пропадает.